# 分櫱

大麥上的分櫱節

分（「櫱（異體字：蘖）」，切，音同「孽」）指：禾本科等植物在地面以下的根或近地面處莖基密集的節
所發出的不定芽，進而成長的分生莖（分枝）。分櫱節指的是：著生分櫱而密集的節和節間部分。
最常見的是從較膨大又有豐富養料的主莖基部分長出，稱為一級分櫱；在一級分櫱基部又能長生新的分櫱芽和不定根，形成次二級分櫱；還可以形成第三級、第四級分櫱，形成許多叢生的分枝。
早期生出能抽穗結實的分櫱，稱為“有效分櫱”；晚期生出不能抽穗或不結實的分櫱，稱為“無效分櫱”。有效分櫱受單位面積的穗數直接影響。